# Yuka (歌手)
yuka(ゆうか、1996年9月4日 - )は、神奈川県横浜市出身のアーティスト。Most Lady KillerのボーカルであるU-toプロデュースでデビュー。

## プロフィール
あるイベントでMost Lady KillerのボーカルであるU-toと出会いMost Lady Killer企画のProject Linkの初期メンバーとして抜擢される。
yukaを含む6人のアーティストでMost Lady Killer 3rd Project Linkがスタート。
才能が認められ最年少ながらリーダーを務める。

その後3人組女性ユニット3PiECEを結成しユニットでも活動をスタートさせた。
船橋市民祭り、ひがふなフェスタ、よみうりランド、光が丘IMAなどといったお祭りやショッピングセンターなどで経験を積んでいった。

2016年6月1日にMost Lady KillerのU-toが音楽事務所Bright Soundを設立したと同時にデビューデジタルシングルAll of youのリリースが発表された。
2016年6月29日に同作品をリリースしyukaの代表曲となる。
この作品以降Most Lady Killer U-toが完全プロデュースを務める。

そして2016年11月9日には自身2作目となるデジタルシングルF~Love Forever~を、3PiECEとして初となるデジタルシングルこの先にあるものを同時にリリースした。

2017年3月8日にyuka初となるCDシングルLimit of Loveを全国リリース。
学生の恋愛を描いた楽曲で人気のバラード楽曲となった。
Limit of LoveはStarting Over、Piece、Endless Timeの全4曲入りシングルで発売。
またこの作品で2017年3月度カラオケの鉄人の曲間CMを務めた。

透き通るような声を武器に4月から東京ネットラジオで冠番組「yukaのわがままラジオ」がスタートし1年間パーソナリティーとして活動をする。
月に1度、第1木曜日にBright Soundの所属アーティストをゲストに招き軽快なトークを披露している。

2017年5月自身の活動をより広めるためProject Linkを卒業しU-toがリーダーを務めるTeam MLKに移籍し同時に女子統括リーダーに就任。
2017年7月5日に3作品目となるデジタルシングルMagic of Worldをリリース。

2017年9月20日にはyuka 4th Digital Single Uをリリース。
「1つの楽曲で2つのストーリー」をテーマにMost Lady Killerと同じ楽曲、同じタイトルで発表された。

そして2017年12月24日に行われたBright Soundクリスマス～U-toさんから3つのクリスマスプレゼント2～の2つ目のプレゼント発表で2018年1月24日から10ヶ月連続10作品のリリースが決定。
様々なジャンルの楽曲に挑戦し2018年10月に10ヶ月連続10作品リリースを完結した。
2018年10月3日には2nd Single 恋時雨の全国CDリリース。
自身が初めて作詞作曲を務めた。
2019年1月30日に10ヶ月連続10作品と新曲のSUNNYを含む初のアルバムSelfish World～10month Best～がリリース。
その中の１.２.３!!がテレビ朝日系列YTS山形テレビ「YTSスペシャル　われらラーメン王国　熱血やまがた一杯入魂」のタイアップに選ばれた。
日本で唯一の音楽総合情報誌CD Journalの2019年1月号、4月号に掲載された。

2019年、mystaというアプリで上位に入賞しdTVチャンネル、YouTube公式チャンネルでよしもと∞ホールから放送中のシブオビに出演。

Bright Sound所属で実の妹でもある桜菜との姉妹ユニットRain×Dropを結成。
2019年6月26日にRainとDropで2作品同時配信リリースデビューを飾った。
そしてRainが千葉テレビMUSE9のエンディング楽曲として起用された。

2019年11月6日に自身15作品目となる配信限定楽曲ハジマリノウタをリリース。
千葉テレビMUSE9のCMタイアップに起用された。
2020年8月12日には活動10周年記念楽曲としてお願いケバブを配信限定楽曲としてリリース。
2021年3月10日には17作品目となる配信限定楽曲空白の時間をリリース。
2021年8月18日にはソロとして初のオリジナル楽曲となったソラトキミを配信限定楽曲としてリリース。
今後活躍が期待されるアーティスト。

## 作品

### デジタルシングル
レコチョク、iTunesなどの主要キャリアで配信。
全楽曲国内海外リリース配信。
| 枚   | 発売日         | タイトル                       | 備考 |
| ---- | -------------- | ------------------------------ | --- |
| 1st  | 2016年6月29日  | All of you                     | |
| 2nd  | 2016年11月9日  | F~Love Forever~                | |
| 3rd  | 2017年7月5日   | Magic of World                 | |
| 4th  | 2017年9月20日  | U                              | |
| 5th  | 2018年1月24日  | 流れ星                         | 10ヶ月連続10作品リリース第1弾 |
| 6th  | 2018年2月21日  | １.２.３!!                     | 10ヶ月連続10作品リリース第2弾、テレビ朝日系列YTS山形テレビ「YTSスペシャル われらラーメン王国 熱血やまがた一杯入魂」エンディングテーマ曲 |
| 7th  | 2018年3月28日  | わがままプリンセス             | 10ヶ月連続10作品リリース第3弾 |
| 8th  | 2018年4月30日  | 百花繚乱                       | 10ヶ月連続10作品リリース第4弾/189ヶ国世界配信                                                                                           |
| 9th  | 2018年5月30日  | ダンシングレボリューション     | 10ヶ月連続10作品リリース第5弾 |
| 10th | 2018年6月16日  | Dear you                       | 10ヶ月連続10作品リリース第6弾 |
| 11th | 2018年7月18日  | 騒げ夏                         | 10ヶ月連続10作品リリース第7弾 |
| 12th | 2018年8月29日  | ラーメンにほうれん草入れたら±0 | 10ヶ月連続10作品リリース第8弾 |
| 13th | 2018年9月30日  | ANSWER                         | 10ヶ月連続10作品リリース第9弾 |
| 14th | 2018年10月31日 | －誓い－                       | 10ヶ月連続10作品リリース第10弾 |
| 15th | 2019年11月6日  | ハジマリノウタ                 | 千葉テレビMUSE9のCMタイアップ |
| 16th | 2020年8月12日  | お願いケバブ                   | 活動10周年記念楽曲 |
| 17th | 2021年3月10日  | 空白の時間                     | |
| 18th | 2021年8月18日  | ソラトキミ                     | |

### シングル
| 枚  | 発売日        | タイトル      | 品番     | 収録曲                                         | その他                          |
| --- | ------------- | ------------- | -------- | ---------------------------------------------- | ------------------------------- |
| 1st | 2017年3月8日  | Limit of Love | BRIS-001 | Limit of Love/Starting Over/Piece/Endless Time | 2017年3月度カラオケの鉄人曲間CM |
| 2nd | 2018年10月3日 | 恋時雨        | BRIS-003 | 恋時雨/恋時雨 (instrumental)                   |                                 |

### アルバム
| 枚  | 発売日        | タイトル                      | 品番     | 収録曲 | その他 |
| --- | ------------- | ----------------------------- | -------- | ------ | --- |
| 1st | 2019年1月30日 | Selfish World～10month Best～ | BRIS-004 |        | １.２.３!!「テレビ朝日系列YTS山形テレビ「YTSスペシャル われらラーメン王国 熱血やまがた一杯入魂」エンディングテーマ曲」 |

## 主なメディア出演

### 雑誌
- CD Journal2019年1月号
- CD Journal2019年4月号

### ラジオ
- 東京ネットラジオ「Bright Sound yukaのわがままラジオ」（2017年4月～2018年4月）
- Bright Soundネットラジオ「Bright Sound yukaのわがままラジオ」（2020年2月～ ）

### テレビ
- シブオビ（2019年3月8日放送）